# Том Сеннергор
Том Сеннергор (дан. Tom Søndergaard, 2 січня 1944, Копенгаген — 16 червня 1997, Фредерікссунн) — данський футболіст, що грав на позиції нападника.
Виступав за національну збірну Данії, у складі якої був учасником чемпіонату Європи 1964 року.

## Клубна кар'єра
У дорослому футболі дебютував 1964 року виступами за команду клубу «Б 93», в якій провів чотири сезони, взявши участь у 86 матчах чемпіонату. 
Протягом 1968—1969 років захищав кольори команди клубу «Рапід» (Відень).
Своєю грою за останню команду привернув увагу представників тренерського штабу клубу «Аякс», до складу якого приєднався 1969 року. Відіграв за команду з Амстердама наступний сезон своєї ігрової кар'єри, так й не отримавши місця в основному складі амстердамців.
1970 року уклав контракт з французьким «Мецем», у складі якого провів наступні два роки своєї кар'єри гравця. 
Завершив професійну ігрову кар'єру на батьківщині у клубі «Геллеруп», за команду якого виступав протягом 1972 року.
Помер 16 червня 1997 року на 54-му році життя.

## Виступи за збірну
1964 року дебютував в офіційних матчах у складі національної збірної Данії. Протягом кар'єри у національній команді, яка тривала 4 роки, провів у формі головної команди країни 19 матчів, забивши 4 голи.
У складі збірної був учасником чемпіонату Європи 1964 року у Франції, де залишався запасним гравцем, а його команда програла обидві гри і фінішувала на четвертому місці.

## Титули і досягнення
- Володар Кубка Австрії (1):

«Рапід»: 1968-1969
- Чемпіон Нідерландів (1):

«Аякс»: 1969-1970
- Володар Кубка Нідерландів (1):

«Аякс»: 1969-1970